# Jordan Eberle
Jordan Ryan Eberle (* 15. května 1990, Regina, Saskatchewan) je kanadský hokejový útočník hrající v týmu Seattle Kraken v severoamerické lize NHL, ve kterém působí v roli kapitána týmu.

## Úspěchy

### Individuální úspěchy
- WHL (East) 1. All-Star Team – 2007/08
- Daryl K. (Doc) Seaman Trophy – 2007/08
- CHL 1. All-Star Team – 2009/10
- CHL Player of the Year – 2009/10
- All-Star Team MSJ – 2010
- Nejlepší útočník MSJ – 2010
- Nejlepší střelec MSJ – 2010
- Nejužitečnější hráč MSJ – 2010
- WHL (Východní) 1. All-Star Team – 2009/10
- Four Broncos Memorial Trophy – 2009/10

### Kolektivní úspěchy
- Zlatá medaile z MS 18' – 2008
- Zlatá medaile z MSJ – 2009
- Stříbrná medaile z MSJ – 2010

## Prvenství
- Debut v NHL – 7. října 2010 (Edmonton Oilers proti Calgary Flames)
- První gól v NHL – 7. října 2010 (Edmonton Oilers proti Calgary Flames, finskému brankáři Miikka Kiprusoff)
- První asistence v NHL – 7. října 2010 (Edmonton Oilers proti Calgary Flames)
- První hattrick v NHL – 11. února 2016 (Edmonton Oilers proti Toronto Maple Leafs)

## Klubová statistika
| Sezóna      | Klub                 | Soutěž      |       | Základní část | Základní část | Základní část | Základní část | Základní část |    | Play off | Play off | Play off | Play off | Play off |
| Sezóna      | Klub                 | Soutěž      | Z     | G             | A             | B             | TM            | Z             | G  | A        | B        | TM       |          |          |
| 2005/06     | Calgary Buffaloes    | AMHL        | 31    | 14            | 20            | 34            | 6             | 11            | 7  | 1        | 8        | 8        |          |          |
| 2006/07     | Regina Pats          | WHL         | 66    | 28            | 27            | 55            | 32            | 6             | 2  | 5        | 7        | 2        |          |          |
| 2007/08     | Regina Pats          | WHL         | 70    | 42            | 33            | 75            | 20            | 5             | 2  | 4        | 6        | 7        |          |          |
| 2008/09     | Regina Pats          | WHL         | 61    | 35            | 39            | 74            | 20            | —             | —  | —        | —        | —        |          |          |
| 2008/09     | Springfield Falcons  | AHL         | 9     | 3             | 6             | 9             | 4             | —             | —  | —        | —        | —        |          |          |
| 2009/10     | Regina Pats          | WHL         | 57    | 50            | 56            | 106           | 32            | —             | —  | —        | —        | —        |          |          |
| 2009/10     | Springfield Falcons  | AHL         | 11    | 6             | 8             | 14            | 0             | —             | —  | —        | —        | —        |          |          |
| 2010/11     | Edmonton Oilers      | NHL         | 69    | 18            | 25            | 43            | 22            | —             | —  | —        | —        | —        |          |          |
| 2011/12     | Edmonton Oilers      | NHL         | 78    | 34            | 42            | 76            | 10            | —             | —  | —        | —        | —        |          |          |
| 2012/13     | Oklahoma City Barons | AHL         | 34    | 25            | 26            | 51            | 10            | —             | —  | —        | —        | —        |          |          |
| 2012/13     | Edmonton Oilers      | NHL         | 48    | 16            | 21            | 37            | 16            | —             | —  | —        | —        | —        |          |          |
| 2013/14     | Edmonton Oilers      | NHL         | 80    | 28            | 37            | 65            | 18            | —             | —  | —        | —        | —        |          |          |
| 2014/15     | Edmonton Oilers      | NHL         | 81    | 24            | 39            | 63            | 24            | —             | —  | —        | —        | —        |          |          |
| 2015/16     | Edmonton Oilers      | NHL         | 69    | 25            | 22            | 47            | 14            | —             | —  | —        | —        | —        |          |          |
| 2016/17     | Edmonton Oilers      | NHL         | 82    | 20            | 31            | 51            | 16            | 13            | 0  | 2        | 2        | 2        |          |          |
| 2017/18     | New York Islanders   | NHL         | 81    | 25            | 34            | 59            | 21            | —             | —  | —        | —        | —        |          |          |
| 2018/19     | New York Islanders   | NHL         | 78    | 19            | 18            | 37            | 17            | 8             | 4  | 5        | 9        | 2        |          |          |
| 2019/20     | New York Islanders   | NHL         | 58    | 16            | 24            | 40            | 12            | 22            | 5  | 9        | 14       | 10       |          |          |
| 2020/21     | New York Islanders   | NHL         | 55    | 16            | 17            | 33            | 16            | 19            | 4  | 7        | 11       | 4        |          |          |
| 2021/22     | Seattle Kraken       | NHL         | 79    | 21            | 23            | 44            | 14            | —             | —  | —        | —        | —        |          |          |
| 2022/23     | Seattle Kraken       | NHL         | 82    | 20            | 43            | 63            | 34            | 14            | 6  | 5        | 11       | 6        |          |          |
| 2023/24     | Seattle Kraken       | NHL         | 78    | 17            | 27            | 44            | 17            | —             | —  | —        | —        | —        |          |          |
| NHL celkově | NHL celkově          | NHL celkově | 1 012 | 299           | 403           | 702           | 251           | 76            | 19 | 28       | 47       | 24       |          |          |

## Reprezentace
| Rok                    | Tým                    | Soutěž                 | Z  | G  | A  | B  | TM |
| ---------------------- | ---------------------- | ---------------------- | -- | -- | -- | -- | -- |
| 2007                   | Kanada 18'             | MIH                    | 4  | 0  | 0  | 0  | 2  |
| 2008                   | Kanada 18'             | MS 18'                 | 7  | 4  | 6  | 10 | 0  |
| 2009                   | Kanada 20'             | MSJ                    | 6  | 6  | 7  | 13 | 2  |
| 2010                   | Kanada 20'             | MSJ                    | 6  | 8  | 5  | 13 | 4  |
| 2010                   | Kanada                 | MS                     | 4  | 1  | 3  | 4  | 0  |
| 2011                   | Kanada                 | MS                     | 7  | 4  | 0  | 4  | 2  |
| 2012                   | Kanada                 | MS                     | 8  | 4  | 4  | 8  | 0  |
| 2013                   | Kanada                 | MS                     | 8  | 0  | 5  | 5  | 2  |
| 2015                   | Kanada                 | MS                     | 10 | 5  | 8  | 13 | 0  |
| 2018                   | Kanada                 | MS                     | 10 | 2  | 3  | 5  | 2  |
| Seniorská reprezentace | Seniorská reprezentace | Seniorská reprezentace | 47 | 16 | 23 | 29 | 6  |
| Juniorská reprezentace | Juniorská reprezentace | Juniorská reprezentace | 23 | 18 | 18 | 36 | 8  |